# Miocorvus larteti
Miocorvus larteti är en utdöd kråkfågel som levde i det som är idag Frankrike.